# Erik Bye
Erik Erikssønn Bye (né le 1er mars 1926 – mort le 13 octobre 2004) est un journaliste, artiste, auteur, acteur, chanteur folk ainsi qu'animateur à la radio et à la télévision norvégienne. Il était l'une des figures les plus connues en Norvège au cours du XXe siècle.

## Biographie
Erik Bye est né à Brooklyn, New York, il est le fils de Rønnaug (no) (née Dahl) et du chanteur d'opéra Erik Ole Bye (en). Sa famille déménage en Norvège lorsqu'il est âgé de six ans. Après quelques années passées à Ringerike, ils s'installent dans le quartier Nordstrand d'Oslo, où ils reprennent un bed and breakfast.
Lors de son adolescence, Bye rejoint la Résistance norvégienne lors de l'occupation de la Norvège par le Troisième Reich dans le cadre de la Seconde Guerre mondiale. Après la guerre, Bye retourne aux États-Unis et étudie l'anglais, le journalisme et la composition dramatique à l'université Midland du Nebraska et à l'université du Wisconsin à Madison. Au cours de ses études, il voyage à travers les États-Unis, cumulant les petits boulots et prenant le pouls du territoire.
En 1953, Bye devient journaliste à l'Associated Press ainsi que pigiste pour le Norsk rikskringkasting (NRK). En 1955, il déménage à Londres. Il y travaille trois ans pour la BBC World Service comme assistant d'Anthony Martin.

## Discographie
- Vi går ombord (1960)
- Erik Bye Synger Skjæraasen (1966)
- Jeg Vet en Vind (1972)
- Gjensyn (1974)
- Gammel Er Min Fjord (1974)
- Blow Silver Wind (1976)
- En Dobbel Deylighet (1978) with Birgitte Grimstad
- Norske Folketoner (1978)
- Vandring på Vår Herres Klinkeule (1985)
- Langt Nord i Livet (1994)
- En sang under skjorta- Et Visevalg Fra Skattkammeret (1995)
- I dur og brott (2003) avec le groupe de la marine royale de Norvège